# Gymnoris
Gymnoris – rodzaj ptaków z podrodziny wróbli (Passerinae) w obrębie rodziny wróbli (Passeridae).

## Zasięg występowania
Rodzaj obejmuje gatunki występujące w Afryce i Azji.

## Morfologia
Długość ciała 12,5–16 cm; masa ciała 14–30 g.

## Systematyka

### Etymologia
Gymnoris: γυμνος gumnos „goły, nagi”; ῥις rhis, ῥινος rhinos „nozdrza”.

### Podział systematyczny
Do rodzaju należą następujące gatunki:
- Gymnoris xanthocollis (E. Burton, 1838) – wróbel żółtogardły
- Gymnoris dentata (Sundevall, 1850) – wróbel płowy
- Gymnoris pyrgita (Heuglin, 1862) – wróbel ubogi
- Gymnoris superciliaris Blyth, 1845 – wróbel białobrewy